# Êttandâ pal andalûh

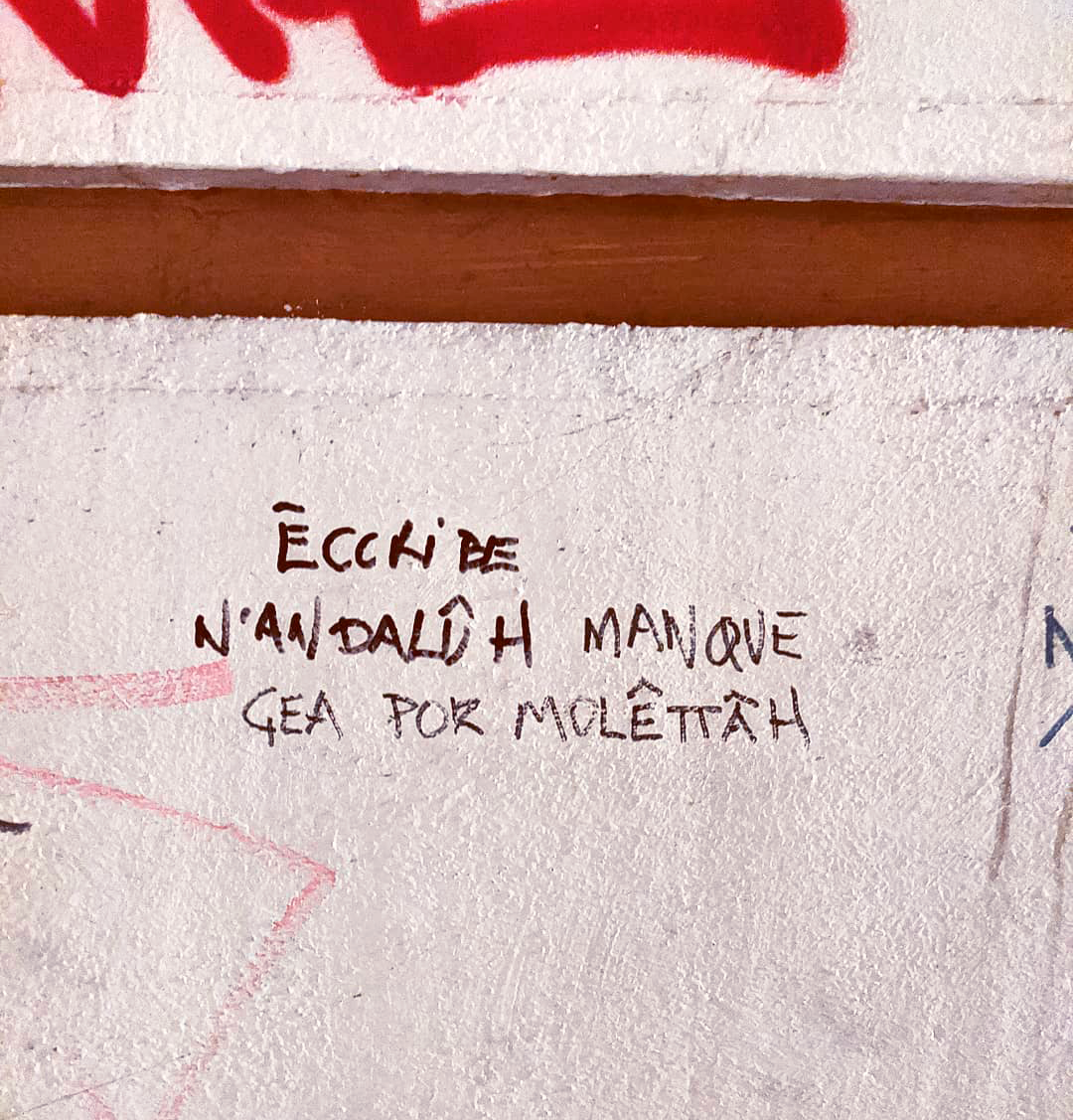
Graffiti en el centro de Sevilla: Êccribe n'andalûh manque çea por molêttâh.

El Estándar para el andaluz, bajo sus propias normas ortográficas, Êttandâ pal andalûh (EPA), es una ortografía especial del español para los dialectos andaluces, propuesta en el 2018 por el colectivo EPA para adaptarse a las particularidades fonético-fonológicas de esos dialectos. Si bien su uso es informal, es con diferencia la propuesta de escritura del andaluz que más trascendencia ha tenido.

## Historia

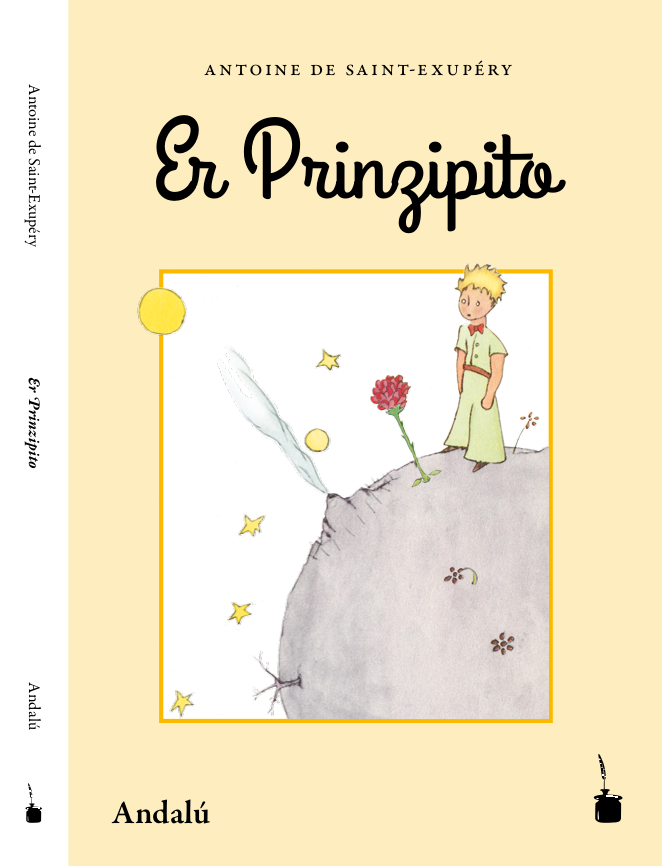
Er Prinzipito, traducido por Huan Porrah

Diferentes propuestas de escritura andaluza han surgido en el último siglo. Las primeras aproximaciones a un andaluz puesto sobre el papel se encuentran en los escritos de los hermanos dramaturgos Álvarez Quintero (1871,73 - 1938,44) o los poetas Antonio Machado Álvarez (1846-1893) y Juan Ramón Jiménez (1881-1958).

Tu pare y tu mare disen
Que no los dejo dormir;
Dentro e la casita tienen
La que no me deja a mí.

Tengo e jasé un castiyo
En la punta e un arfilé,
Y ha de tené más firmesa
Que ha tenío tu queré
Cantes flamencos (1889), Antonio Machado Álvarez

Los intentos más modernos surgen de la Zoziedá pal Ehtudio'el Andalú (ZEA), una agrupación de lingüistas, historiadores y escritores andaluces.
En 2017, el escritor malagueño Juan Porras Blanco (Huan Porrah Blanko), cofundador de la ZEA, tradujo a una ortografía propia del andaluz el famoso libro El Principito, de Saint-Exupéry. Su publicación fue objeto de controversia puesto que muchos lectores consideraron que el texto se basaba en un dialecto malagueño y no propiamente andaluz. El filólogo Manuel Alvar, autor del Atlas lingüístico y etnográfico de Andalucía, negó que existiese el «andaluz» como ente unificado: «es evidente que el andaluz así, en bloque, no existe como lengua».
No obstante, un año más tarde, varios autores formarían una ortografía «estandarizada» a todas las modalidades del dialecto andaluz, el Êttandâ pal andalûh.
En el año 2018 un grupo de informáticos y expertos en programación crean un traductor online de textos en castellano para convertirlos en EPA denominado AndaluGeeks.Este colectivo también creó un paquete para Minecraft en EPA y un servicio de transcripción de Wikipedia. 

## Reglas de escritura

### Acentuación

Apertura vocálica en Andalucía.

Las normas generales de acentuación tónica (á, é, í, ó, ú, ý) son las mismas que en el castellano, dictadas por la Real Academia Española. A las cinco vocales presentes en el castellano, se les agrega un acento circunflejo (â, ê, î, ô, û) cuando se encuentran en posición anterior a una consonante elidida, pues en el habla oral tienden a pronunciarse aspiradas (en el andaluz occidental) o abiertas (en el andaluz oriental):
| Castellano estándar | Castellano estándar | Andaluz    | Andaluz  | Andaluz            |
| Vocal               | Ejemplo             | Occidental | Oriental | Ejemplo en êttandâ |
| ------------------- | ------------------- | ---------- | -------- | ------------------ |
| /a/                 | asco                | /aʰ/       | /æ/      | âcco               |
| /e/                 | exnovio             | /eʰ/       | /ɛ/      | ênnobio            |
| /i/                 | instinto            | /iʰ/       | /i/      | îttinto            |
| /o/                 | cosmos              | /oʰ/       | /ɔ/      | cômmô              |
| /u/                 | usted               | /uʰ/       | /u/      | ûtté               |

Como se puede observar, tras una vocal abierta o aspirada se dobla la consonante, característica típica del andaluz. En concreto estos dígrafos son: bb, cc, çç, dd, ff, gg, l-l, mm, nn, pp, qq, rr, o tt. Si se da el caso de que una vocal abierta o aspirada sea también tónica (típico de los verbos en infinitivo), se escribirá la vocal con acento circunflejo seguida de una h. Por ejemplo: [tú] cantâ ('cantas'), [el/ella] canta ('canta'), cantá ('cantada'), cantâh ('cantar').

### Seseo, ceceo y heheo

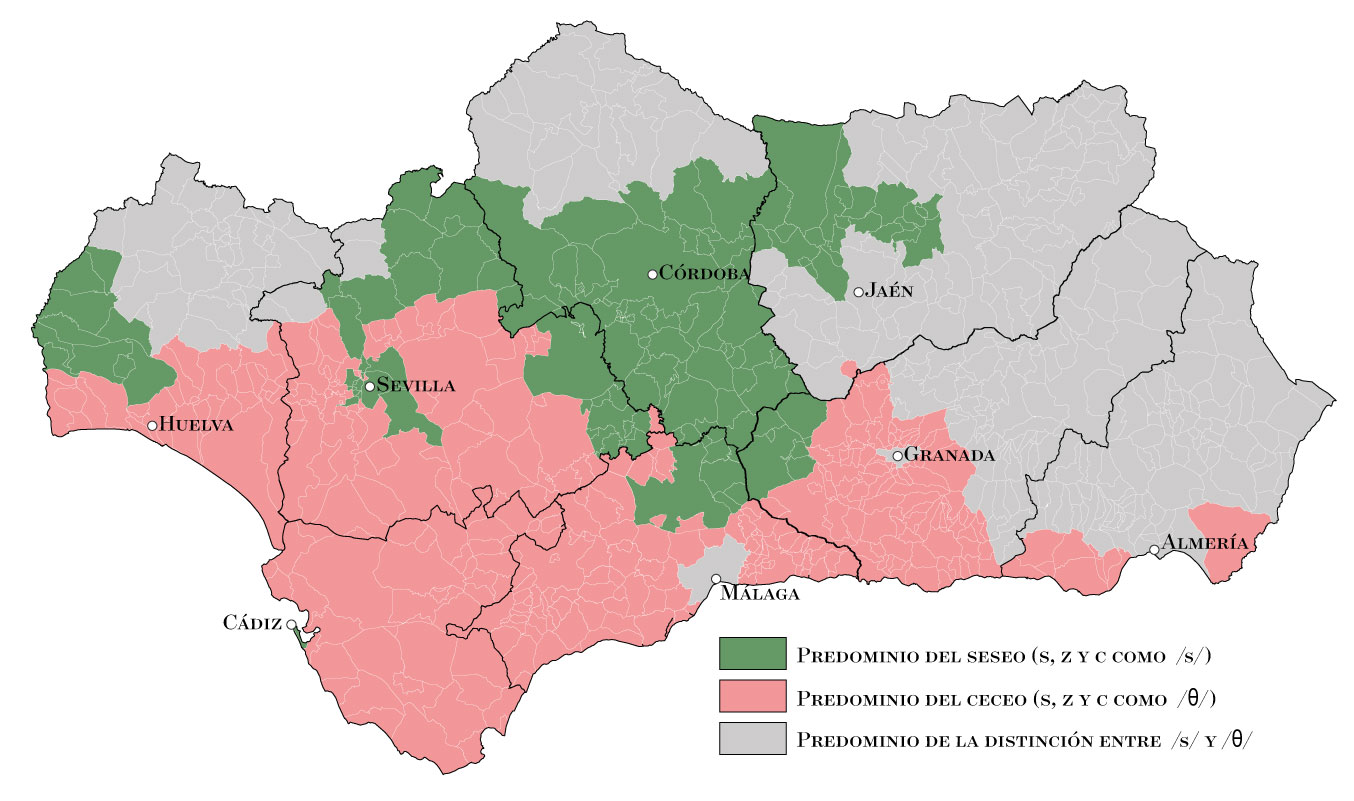
Seseo y ceceo en Andalucía

Una de las grandes diferencias entre las varias modalidades del dialecto andaluz es el fonema propio de las letras s, z y c (delante de e / i). Mientras que en el castellano estándar de España existe una distinción entre /s/ y /θ/, en Andalucía existen regiones seseantes, es decir, que solo usan el primer fonema, o bien ceceantes, que solo usan el segundo. En menor medida, también hay áreas heheantes, en las cuales el fonema se aspira (/h/) o directamente se elide. También hay regiones donde se mantiene la distinción entre /s/ y /θ/ como en el resto del país. 
Ante tal diversidad, el EPA recupera una consonante romance perdida en el español moderno: la cé cedilla (ç). Por ejemplo: Çebiya ('Sevilla'), açêh ('hacer') o çeçeçión ('secesión').

### Fonemas únicos del andaluz

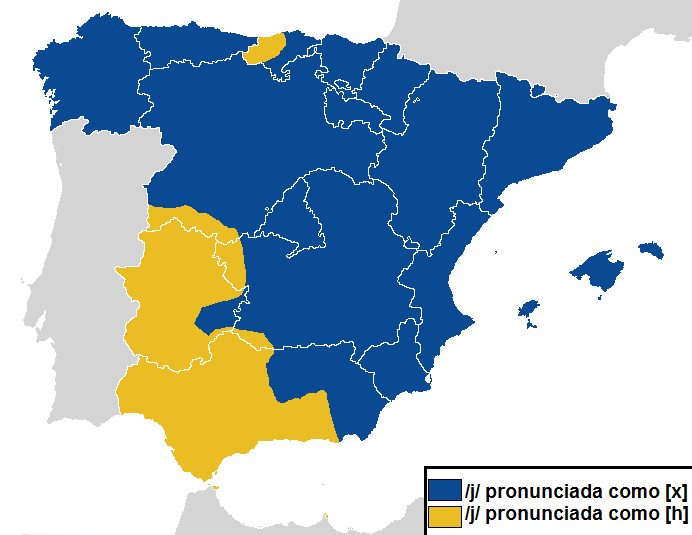
Aspiración de la jota en España.

A diferencia del resto de España, el andaluz observa el uso de las consonantes fricativa glotal sorda (/h/) y fricativa postalveolar sorda (/ʃ/). En el caso de la /h/ (como en hello), es usada por la mayoría de la población andaluza para leer la j o la g (delante de e, i), como en cahón ('cajón') o hente ('gente'), por lo que la EPA recomienda usar la h en su lugar. La aspiración de la jota existe en toda Andalucía, excepto en las provincias de Jaén, Almería y partes de Granada, y por esto la EPA también admite el uso de la "h" para representar ese sonido. 
En el caso de la /ʃ/ (presente en palabras como show o Shakira), viene a sustituir a /tʃ/, representado por el dígrafo ch. De nuevo, esta sustitución se da en las variantes occidentales, mientras que en el andaluz oriental se conserva la forma tʃ como en el resto de España. La EPA recomienda el uso de la letra x para representar ambas variantes, como en xoriço ('chorizo') o xanxuyo ('chanchullo').

### Simplificación de las consonantes
Al no haber distinción entre b y v, la oclusiva bilabial sonora (/b/, y su alófono /β̞/) se representa únicamente con b, y se elimina del alfabeto la v. Sin embargo, artistas como Niño Ruven emplean únicamente la grafía v para simbolizar la forma que se tiene en Andalucía de pronunciar tanto la b como la v, sin llegar a unir la parte central de los labios. Lo mismo ocurre con la h muda: al no pronunciarse, tampoco se escribe. Se eliden la -r y la -d a final de palabra. También desaparece la doble ele, ya que Andalucía es un área yeísta, representa el mismo fonema que la y griega, una aproximante palatal sonora (/j/). Por ejemplo, yebâh ('llevar') o ayâh ('hallar').
Otra simplificación es el uso de la letra g, que representa siempre una oclusiva velar sonora (/g/) incluso si va delante de e o i (ya que, como se ha mencionado antes, este sonido se representa por medio de h). Por ejemplo: ágila ('águila') o gepardo ('guepardo'). En cambio, la oclusiva velar sorda (/k/) se sigue representando de igual manera que en el castellano estándar, con c- y qu- es decir: ca, que, qui, co, cu.

### Contracciones
En el español coloquial, incluso fuera de Andalucía, es típica la contracción (para → pa, amado → amao, Cádiz → Caî). La EPA tolera las contracciones, tan típicas del dialecto andaluz, como la del verbo estar:
| Castellano estándar | Andaluz sin contracción | Andaluz contracto |
| ------------------- | ----------------------- | ----------------- |
| Yo estoy            | yo êttoy                | yô'ttoy           |
| Tu estás            | tú êttâh                | tû'ttâ            |
| Él/ella está        | él/eya êttá             | él/eyâ'tta        |
| Nosotros estamos    | noçotrô êttamô          | noçotrô'ttamô     |
| Vosotros estáis     | ûttedê êttaî            | ûttê'ttaî         |
| Ellos/ellas están   | eyâ/eyô êttán           | eyâ/eyô'ttan      |

También son frecuentes las contracciones de varias palabras: ma'ncantao ('me ha encantado').

### Otros cambios
En el dialecto andaluz, el fonema de la aproximante lateral alveolar (/l/) delante de otra consonante se convierte en una vibrante alveolar simple (/ɾ/). Por ejemplo: artâh ('altar'), arbaaca ('albahaca'). Esto también afecta al artículo determinante masculino «el»: boy por er pan, bengo der trabaho. Aunque, a veces, /l/ al final de palabra se omite, incluso si precede a otra consonante: mîh peçetâ ('mil pesetas'), mentâh ('mental').

## Ejemplo
Artículo 1.
    Tôh lô çerê umanô naçen librê e igualê en dînnidá y derexô y, dotaô como êttán de raçón y conçiençia, deben comportarçe fratênnarmente lô unô con lô otrô.

Artículo 2.1.
    Toa perçona tiene tôh lô derexô y libertadê proclamaô en êtta Declaraçión, çin dîttinçión arguna de raça, colôh, çêçço, idioma, relihión, opinión política o de cuarquiêh otra índole, orihen naçionâh o çoçiâh, poçiçión económica, naçimiento o cuarquiêh otra condiçión.
2.2.
    Ademâh, no ç'ará dîttinçión arguna fundá en la condiçión política, hurídica o intênnaçionâh der paîh o territorio de cuya hurîddîççión dependa una perçona, tanto çi çe trata d'un paîh independiente, como d'un territorio baho âmminîttraçión fiduçiaria, no autónomo o çometío a cuarquiêh otra limitaçión de çoberanía.
artículos 1 y 2 de la Declaración Universal de los Derechos Humanos

## En la cultura popular

### Literatura
Desde la misma ZEA se organiza bianualmente la Hunta d'Ehkritoreh en Andalú, que en 2020 celebró su décima reunión en Ayamonte, Huelva. Algunos autores que escriben en andaluz, tanto prosa como poesía, son Manuel Ochando Ortiz (Muhâmmad), José Peral Jiménez 'Scotta'. 

### Música
En varios proyectos musicales de origen andaluz se escriben las letras y títulos de las canciones en andaluz EPA. Por un lado, esto tiene una motivación andalucista, pero todavía más importante, es porque los cantantes andaluces hablan y cantan en su dialecto local, el cual tiene una fonética, métrica y rima diferente. El primer grupo de música del que se tiene constancia que empezó a usar el EPA fue la Fundación de Raperos Atípicos de Cádiz (FRAC). Otros grupos de música que usan la EPA son Cadipsonians, Califato 3/4 o Trandalûh. Artistas e investigadores como Niño Ruven también han defendido el empleo de esta propuesta para representar de manera más fiel las letras cantadas en el flamenco, utilizándola para escribir muchos de los títulos de sus obras y espectáculos. Además, destaca su particular escritura del andaluz al sustituir la grafía de la b por la v.

## Apoyo político
La senadora de Adelante Andalucía, Pilar González, mostró en el pleno del Senado su apoyo al «andalûh» como una lengua más de España, como la natural de los andaluces y la defensa del sistema ortográfico EPA, llegando a escribir un mensaje en Twitter con esta ortografía.
Más recientemente, la candidatura del partido Adelante Andalucía en el municipio de Dos Hermanas publicó en EPA su propuesta electoral para las elecciones municipales de mayo de 2023.